# ウイニング・タイム -レイカーズ帝国の誕生-
『ウイニング・タイム -レイカーズ帝国の誕生-』（Winning Time: The Rise of the Lakers Dynasty)は、マックス・ボレンスタインとジム・ヘクトがHBO向けに制作したアメリカ合衆国のスポーツドラマテレビシリーズ。

## 概要
このシリーズは2022年3月6日に初放送され、パイロットエピソードはアダム・マッケイが監督した。2023年8月6日にはシーズン2が放送された。2023年9月17日、シーズン2で打ち切られることが発表された。
日本では、シーズン1が2022年8月12日にU-NEXTで字幕版、吹替版ともに独占配信され、2024年5月10日にはシーズン2が字幕版のみ独占配信された。

## キャスト
| 役名                                 | 俳優                     | 日本語吹替 |
| ------------------------------------ | ------------------------ | ---------- |
| ジェリー・バス                       | ジョン・C・ライリー      | 堀内賢雄   |
| アーヴィン・“マジック”・ジョンソン   | クインシー・アイザイア   | 安元洋貴   |
| ジェリー・ウェスト                   | ジェイソン・クラーク     | 青山穣     |
| パット・ライリー                     | エイドリアン・ブロディ   | 内田夕夜   |
| クレア・ロスマン                     | ギャビー・ホフマン       | 田中敦子   |
| ジャック・マキニー                   | トレイシー・レッツ       |            |
| ポール・ウェストヘッド               | ジェイソン・シーゲル     | 大泊貴揮   |
| コナリー・マクキニー (シーズン1のみ) | ジュリアンヌ・ニコルソン |            |
| ジーニー・バス                       | ハドリー・ロビンソン     | 森なな子   |
| ノーム・ニクソン                     | デヴォーン・ニクソン     | 谷山紀章   |
| カリーム・アブドゥル・ジャバー       | ソロモン・ヒューズ       | 藤井隼     |
| アーレサ・“クッキー”・ケリー         | タメラ・トマキリ         | 東内マリ子 |
| スペンサー・ヘイウッド               | ウッド・ハリス           |            |
| ロン・ブーン                         | エドウィン・ホッジ       |            |
| リチャード・プライヤー               | マイク・エップス         |            |
| エルジン・ベイラー                   | オーランド・ジョーンズ   |            |
| レッド・アワーバック                 | マイケル・チクリス       | 野島昭生   |
| ビル・シャーマン                     | ブレット・カレン         | 斎藤寛仁   |
| アーヴィン・ジョンソン・Sr           | ロブ・モーガン           | 箆津弘順   |
| ジェシー・ ベス (シーズン1のみ)      | サリー・フィールド       | 井上明子   |

## エピソード
| シーズン | シーズン | 話数 | 話数 | 放送期間     | 放送期間      |
| シーズン | シーズン | 話数 | 話数 | 初回放送     | 最終回放送    |
| -------- | -------- | ---- | ---- | ------------ | ------------- |
|          | 1        | 10   | 10   | 2022年3月6日 | 2022年5月8日  |
|          | 2        | 7    | 7    | 2023年8月6日 | 2023年9月17日 |